# سيان (سنحان)

تعديل مصدري - تعديل

سيَّان، قرية تاريخية وأثرية، وهي مركز مديرية سنحان وبني بهلول بمحافظة صنعاء اليمنية وتتبع عزلة الربع الشرقي بالمديرية. تنسب إلى القيل الحميري سيَّان بن الغوث بن سعد بن عوف بن عُدي. بلغ تعداد سكان القرية 2440 نسمة حسب الإحصاء الذي أجري عام 2004. تقع جنوب شرق العاصمة صنعاء وتبعد عنها بحوالي 30 كم. تحدها شمالاً قرية بيت الهمداني وقرية شعسان (مسقط رأس أول رئيس للجمهورية العربية اليمنية عبدالله السلال)، وشرقاً قريتي شيعان وذراح ثم مديرية خولان-جحانة وإلى الجنوب وجنوب شرق قرية مقولة وقرية بيت الأحمر (مسقط رأس الرئيس اليمني الأسبق علي عبدالله صالح) ومسعود والجحشي، ثم جبل كنن الشهير ومديرية بلاد الروس ومن الغرب وجنوب غرب قرى التخراف وعمد. تشتهر بوادي طويل وخصب مسمى بإسمها وينقسم إلى فرعين، الفرع الأول يقع بين جبلي بوض والأسود والثاني بين جبلي يفعان والأسود. كما تشتهر بسد تاريخي قديم، سد سيان، يعود بناءه إلى عهد الحضارة السبئية والحميرية وقد تم إعادة بناءه في العام 2001 وأصبح مزاراً ومتنفساً سياحياً وترفيهياً في غاية الروعة يشبه البحيرة الصغيرة. كما أن في رأس القرية حصن قديم على سفح الجبل الأسود يعود إلى العهد الحميري وبالحصن سرداب منحوت في باطن الجبل يبلغ امتداده حوالي 400 متر وينتهي في بئر تسمى بئر الحصاص وسط وادي سيان، ولاتزال آثار السرداب وأماكن وضع الشموع ومشاعل الإضاءة موجودة حتى اليوم.

## أعلام
يُنسب إلى قرية سيّان الكثير من العلماء والقضاة وكبار المسؤولين في الدولة ممن يحملون لقب السياني، ومنهم أسرة آل محب النبي السياني (قضاة) وكذلك الفريق الركن عبدالملك السياني وزير الدفاع ووزير النقل الأسبق والذي قصف طيران ما يسمى التحالف العربي منازله هنا وفي صنعاء في يونيو 2015، واللواء علي أحمد السياني مدير دائرة الاستخبارات العسكرية ومستشار القائد الأعلى سابقاً  واللواء علي علي السياني قائد الحرس الجمهوري بمحافظة مارب والدكتور/محمد عبد الله السياني عضو مجلس الشورى وعضو اللجنة العليا للانتخابات والدكتور محمد أحمد السياني نائب محافظ البنك المركزي اليمني ومهند أحمد السياني رئيس الهيئة العامة للآثار والمتاحف. تمتلك القرية مستشفى حكومي ومدرسة حكومية كبيرة، تحمل اسم الشهيد أحمد سعد السياني (أحد شهداء الثورة اليمنية 26 سبتمبر 1962)، وتحتوي على جميع الفصول الدراسية للمرحلتين الأساسية والثانوية، وتقدم المدرسة والمستشفى خدماتهما لسكان القرية ومعظم سكان القرى في مديرية سنحان. وقد تم قصف المدرسة من قبل ما يسمى التحالف العربي في 8 يونيو 2015 وأصيبت جراء ذلك بأضرار بليغة.